# Těšetice (Znojmói járás)
Těšetice település Csehországban, a Znojmói járásban. Těšetice Suchohrdly, Dyje, Bantice, Prosiměřice, Tasovice és Kyjovice településekkel határos. Lakosainak száma 621 fő (2024. január 1.).

## Népesség
A település lakosságának változását az alábbi diagram mutatja:
| Lakosok száma | 409  | 498  | 557  | 492  | 502  | 524  | 585  | 594  | 568  | 621  |
|               | 1869 | 1900 | 1921 | 1961 | 1980 | 2011 | 2016 | 2019 | 2021 | 2024 |